# Hackescher Markt

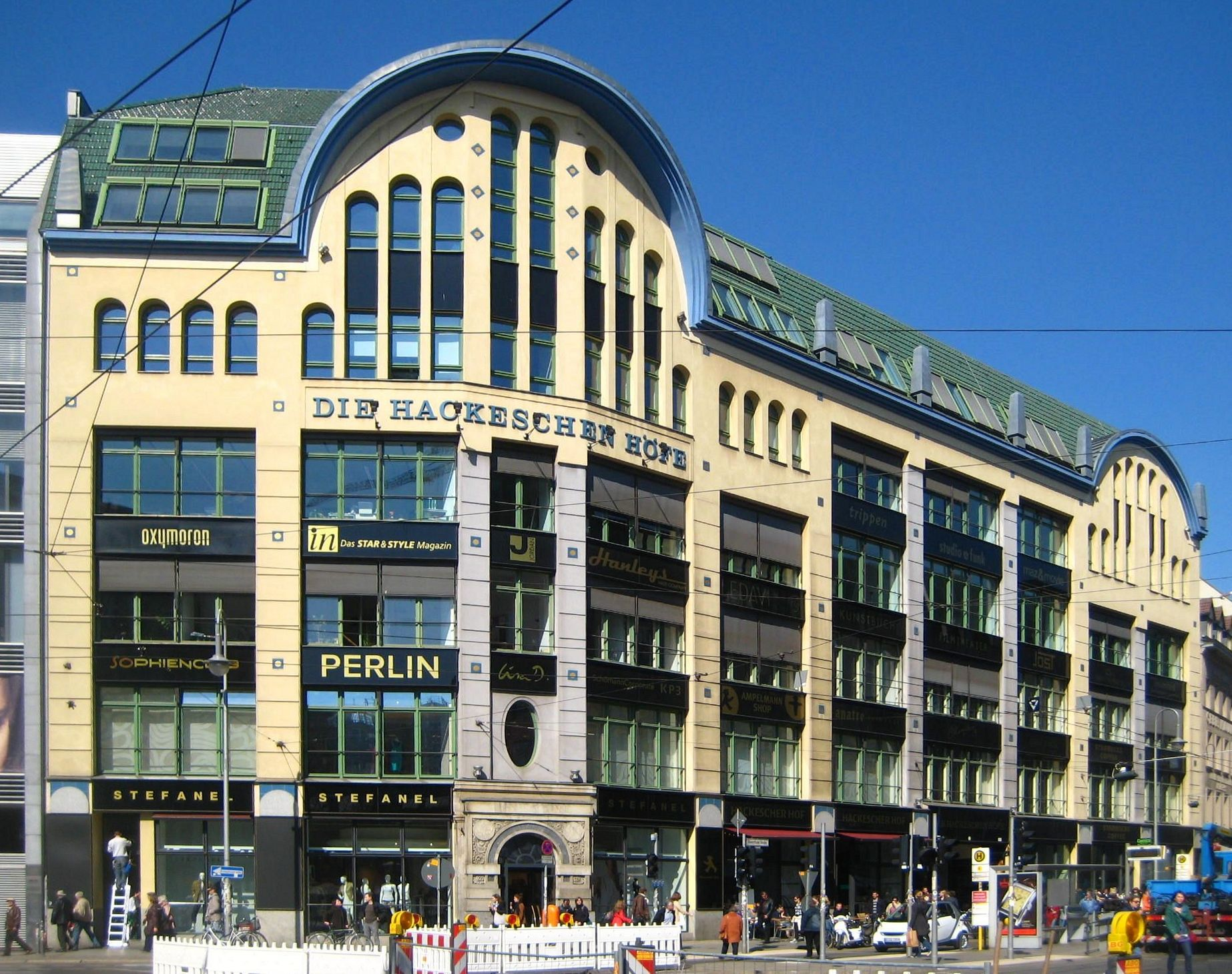
Hackesche Höfe vid Hackescher Markt

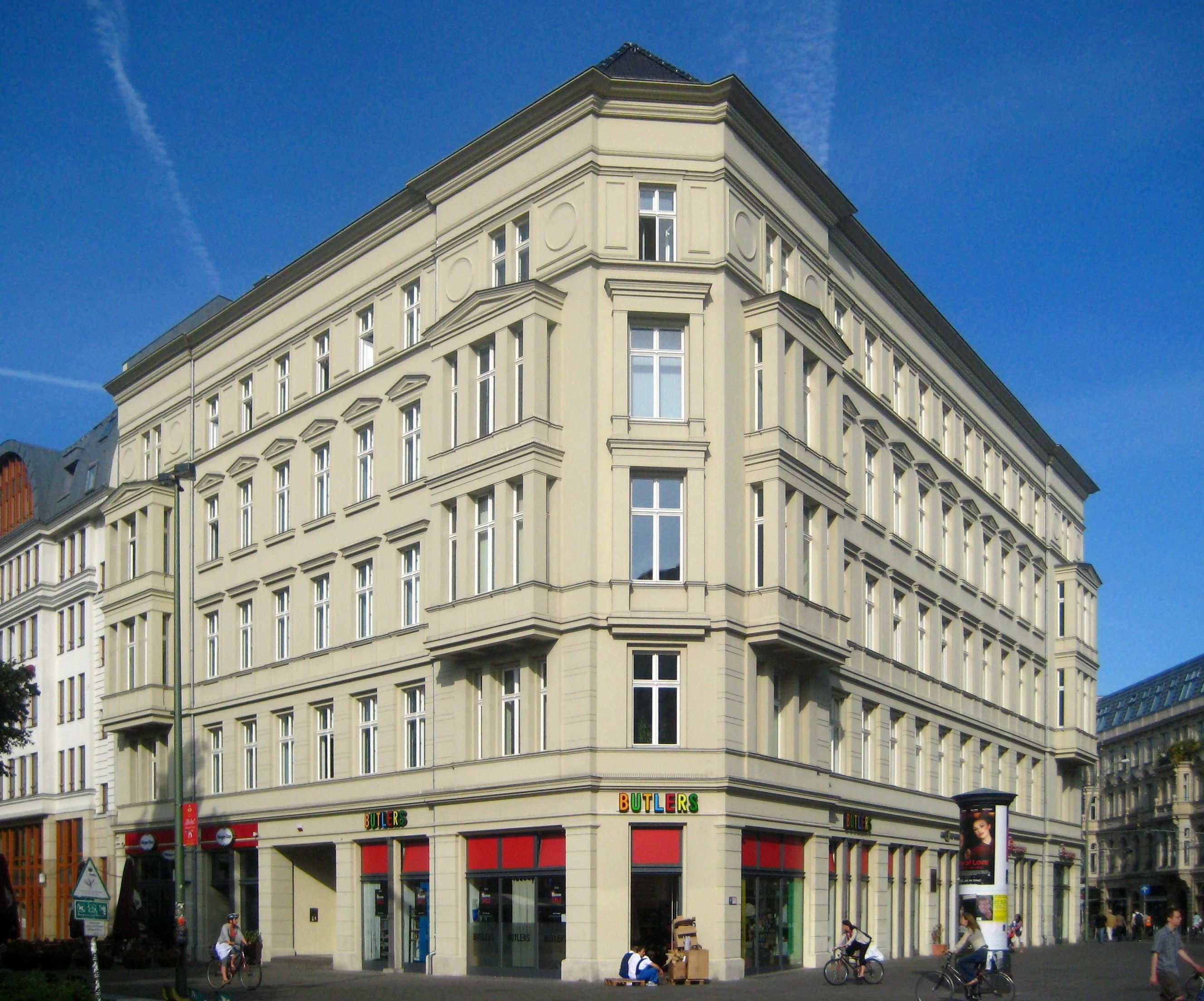
Affärer vid Hackescher Markt

Hackescher Markt är ett torg i den gamla stadsdelen Spandauer Vorstadt i Mitte i Berlin. Platsen ligger i före detta Östberlin och har genomgått mycket omfattande renovering sedan återföreningen. Nu är det en omtyckt mötesplats främst känd för sina många restauranger, talrika uteserveringar och närheten till Hackesche Höfe. 
Vid torget ligger Hackescher Markt station som trafikeras av S-bahn (Berlins pendeltåg).
Området var före 1751 en sumpmark utanför Berlins försvarsanläggning. Under ledning av greve Hans Christoph Friedrich von Hacke, som vid tiden var Berlins kommendant, skapades torget efter uppdrag av Fredrik II av Preussen. Torget blev sedan inofficiellt uppkallat efter Hacke och namnet blev officiellt 1840. Bebyggelsen kring torget genomgick redan före början av 1900-talet stora förändringar. Alla hus förstördes under slutskedet av Andra världskriget och de blev sedan återuppbyggda.

## Historiska bilder

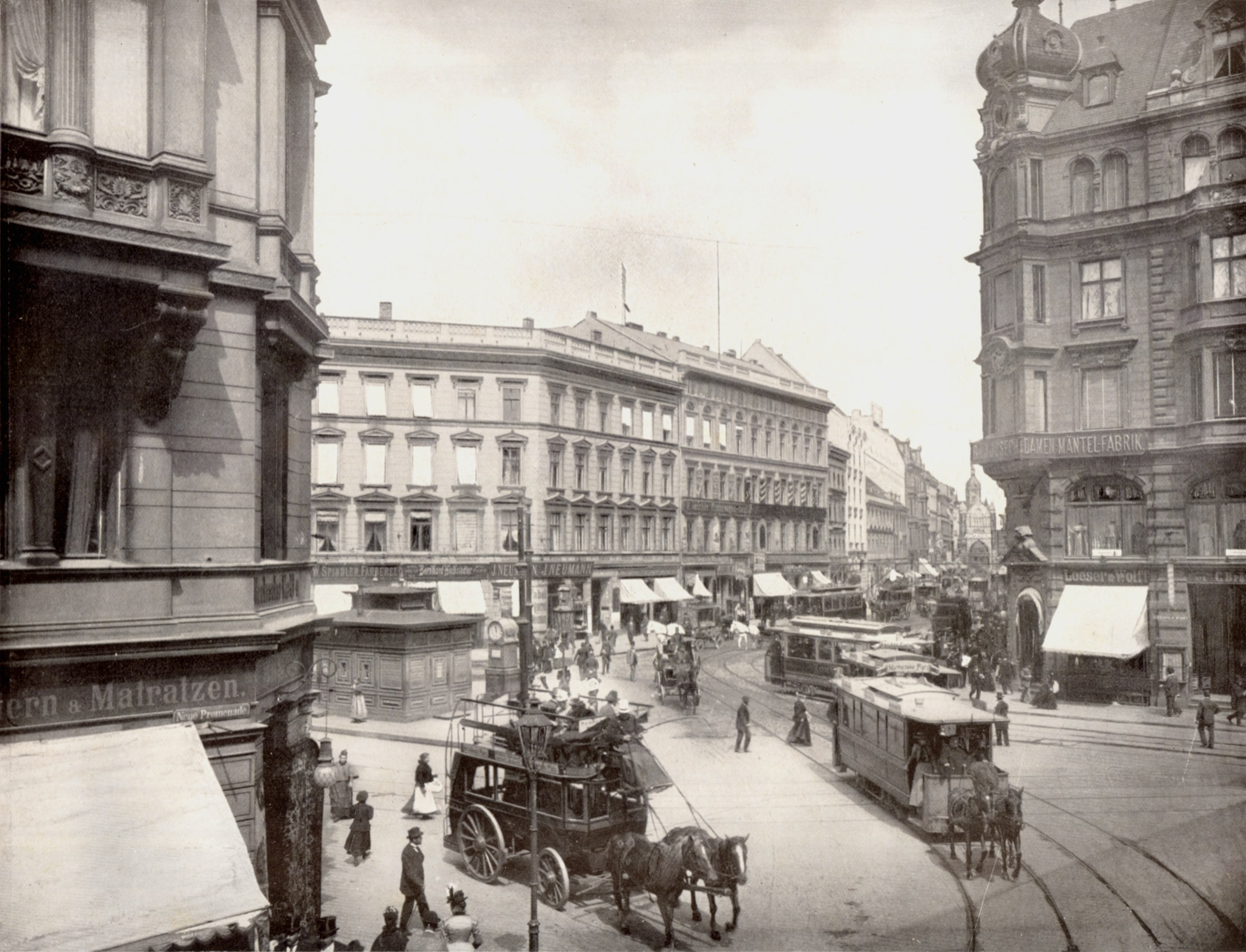
Hackescher Markt omkring 1900
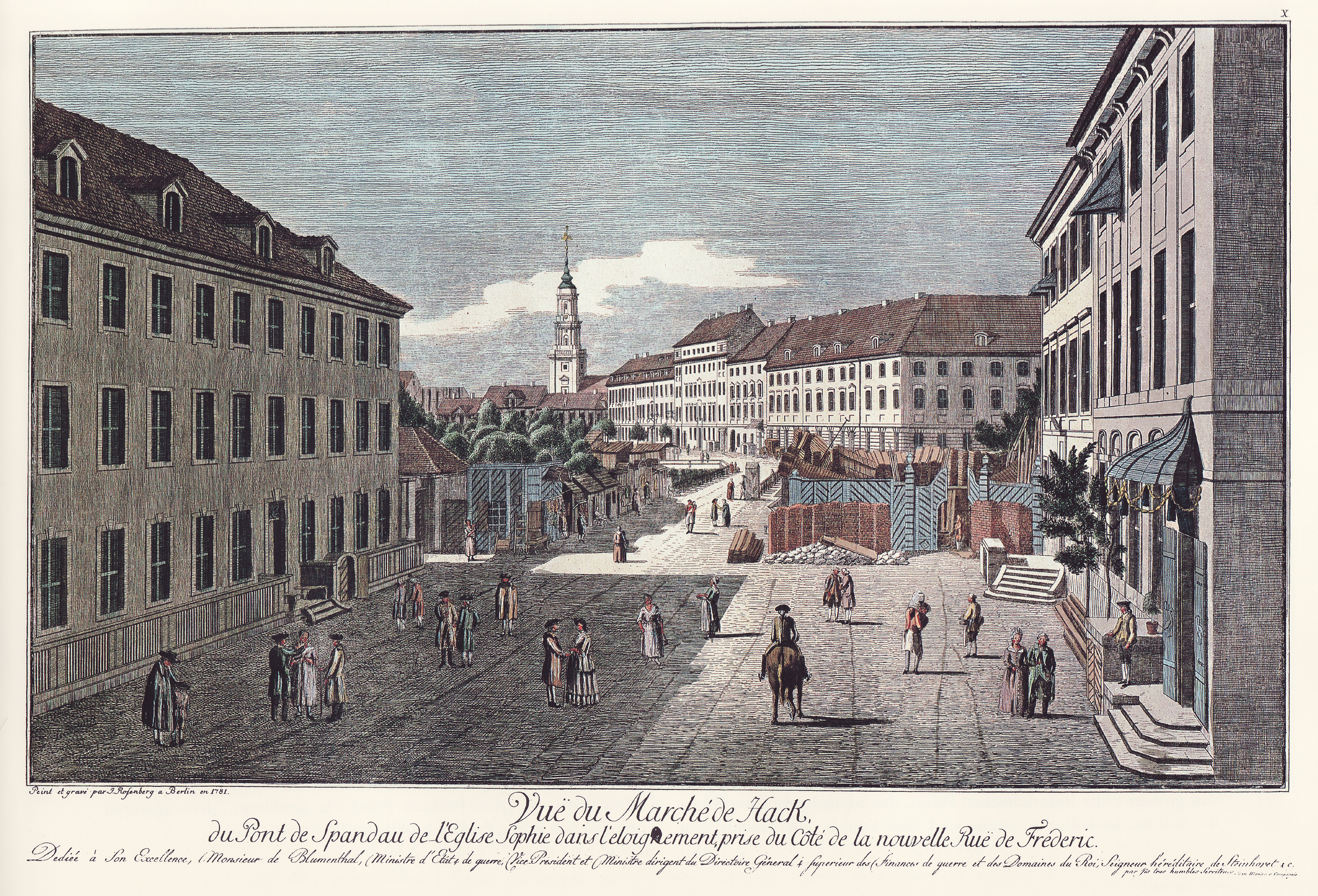
Hackescher Markt omkring 1781